# Clitherall, Minnesota
Clitherall là một thành phố thuộc quận Otter Tail, tiểu bang Minnesota, Hoa Kỳ. Năm 2010, dân số của thành phố này là 112 người.

## Dân số
- Dân số năm 2000: 118 người.
- Dân số năm 2010: 112 người.